# جاکو

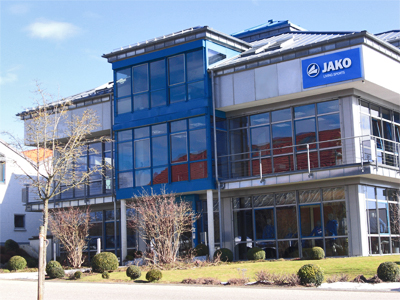
ساختمان دفتر مرکزی یاکو در Hollenbach

جاکو (به آلمانی: Jako) شرکت پوشاک آلمانی است، که مقر اصلی آن، در شهر مولفینگن در ایالت بادن-وورتمبرگ قرار دارد. شرکت یاکو توسط رودی اسپروگل و برادرش در سال ۱۹۸۹ تأسیس شد. شرکت جاکو در حال حاضر انواع پوشاک و تجهیزات ورزشی برای باشگاه‌های فوتبال، هندبال، بسکتبال و هاکی روی یخ تولید می‌کند.
نام شرکت جاکو از نام دو رودخانه‌ٔ «جاگست» و «کوچر» گرفته شده‌است
جاکو برند تیم استفلال تاجیکستان است
.